# Ruda Waplewska
Ruda Waplewska (niem. Freudenthaler Mühle) – część wsi Waplewo w Polsce, położona w województwie warmińsko-mazurskim, w powiecie olsztyńskim, w gminie Olsztynek. Wchodzi w skład sołectwa Waplewo. 
W latach 1975–1998 Ruda Waplewska należała administracyjnie do województwa olsztyńskiego.
W 2013 r. w Rudzie Waplewskiej mieszkały zaledwie dwie osoby. Funkcjonuje tu mała elektrownia wodna, w środku umieszczony jest portret Jana Pawła II, dla upamiętnienia jego pobytu w tym miejscu. W 1958 r. ks. Karol Wojtyła uczestniczył w spływie kajakowym wraz z młodzieżą.
Dawniej był tu młyn (osada młyńska). W 1939 r. był tu młyn i tartak.